# Corinna aenea
Corinna aenea är en spindelart som beskrevs av Simon 1896. Corinna aenea ingår i släktet Corinna och familjen flinkspindlar. Inga underarter finns listade i Catalogue of Life.